# Здание Администрации президента России
Здание Администрации президента России расположено на Старой площади в Тверском районе Москвы. В советское время в нём располагался аппарат Центрального Комитета Коммунистической Партии Советского Союза. С 1991 года здание занимает Администрация президента России. 

## История
Здание построено на средства купца В. И. Титова в 1912—1915 годах по проекту архитектора Владимира Шервудова в стиле строгого рационализма. Изначально в нём располагался торговый дом. После Октябрьской революции здание было национализировано. В советское время в нём размещался аппарат Центрального Комитета Коммунистической Партии Советского Союза. С 1991 года здание занимает Администрация Президента Российской Федерации. Также с 1992 года по 1993 год здание одновременно занимал Совет министров Российской Федерации.